# Rhaphuma minima
Rhaphuma minima är en skalbaggsart som beskrevs av Judson Linsley Gressitt och Yves Rondon 1970. Rhaphuma minima ingår i släktet Rhaphuma och familjen långhorningar.
Artens utbredningsområde är:
- Laos.
- Myanmar.

Inga underarter finns listade i Catalogue of Life.